# Gerbillus vivax
Espèce
Synonymes
- Gerbillus amoenus (de Winton, 1902)
 (préféré par UICN)

Statut de conservation UICN

 LC  : Préoccupation mineure
Gerbillus vivax ou Gerbillus (Hendecapleura) vivax est une espèce qui fait partie des rongeurs. C'est une gerbille de la famille des Muridés que l'on rencontre en Libye et en Égypte.
Synonyme : Gerbillus amoenus (de Winton, 1902)